# Dicrotendipes bredoi
Dicrotendipes bredoi är en tvåvingeart som först beskrevs av Maurice Emile Marie Goetghebuer 1936.  Dicrotendipes bredoi ingår i släktet Dicrotendipes och familjen fjädermyggor.
Artens utbredningsområde är Kongo. Inga underarter finns listade i Catalogue of Life.